# Ranxeria Cedarville
La ranxeria Cedarville és una tribu reconeguda federalment del poble paiute del nord al comtat de Modoc (Califòrnia).

## Govern
La seu de la ranxeria Cedarville es troba a Alturas (Califòrnia), que es troba vint milles a l'oest de Cedarville. Està regida per un consell tribal escollit democràticament per un període de tres anys.
26 rancheria population (2011) Cherie Rhoades deté actualment el càrrec de portaveu tribal.

## Reserva
Cedarville és una ranxeria reconeguda federalment amb una àrea de 20 acres. Fou fundada en 1914 però només hi havia sis resident en 17 acres en 1990. El cens de 2010 registrava 13 habitants. Es troba en la comunitat no incorporada de Cedarville.